# Мілуше
Мілуше (пол. Miłusze, нім. Milussen) — село в Польщі, у гміні Простки Елцького повіту Вармінсько-Мазурського воєводства.
Населення — 100 осіб (2011).
У 1975-1998 роках село належало до Сувальського воєводства.

## Демографія
Демографічна структура станом на 31 березня 2011 року:
|          | Загалом | Допрацездатний вік | Працездатний вік | Постпрацездатний вік |
| -------- | ------- | ------------------ | ---------------- | -------------------- |
| Чоловіки | 53      | 14                 | 36               | 3                    |
| Жінки    | 47      | 14                 | 27               | 6                    |
| Разом    | 100     | 28                 | 63               | 9                    |